# William Castillo Chima
William Castillo Chima (1973-2016, El Bagre, Antioquia) fue un líder social y defensor de los derechos humanos colombiano, fundador, tesorero y expresidente de la Asociación de Hermandades Agroecológicas y Mineras de Guamocó – (Aheramigua).

## Activismo
William Castillo Chima hizo parte durante ocho años de Aheramigua, una organización que agrupa a mineros artesanales, campesinos y comunidades en el Bajo Cauca, región de Antioquia, y el Guamocó, sur de Bolívar, reconocida por promover el derecho a una vida digna, la defensa y protección integral de los derechos humanos y la defensa al medio ambiente a partir de alternativas de subsistencia a la minería tradicional.
William Castillo Chima también integró el movimiento político Marcha Patriótica y la Coordinación Nacional de Organizaciones Agrarias y Populares (Conap), como coordinador del sindicato de moto taxistas en el municipio.
Antes del asesinato, William Castillo había recibido amenazas, había sufrido un atentado en 2011 y había sido capturado por el Ejército sin condena en 2014, con la acusación de rebelión. Además, en los doce días anteriores fueron asesinados, por lo menos, seis líderes comunitarios más en varios departamentos del país, y en varios casos se había señalado a grupos neoparamilitares como responsables.

## Conflicto territorial
William Castillo Chima militó por la defensa de los derechos humanos en el Bajo Cauca, municipio del El Bagre, una región en conflicto con multiplicidad de actores armados que se disputan el control de la zona. Se trata de una posición estratégica que se usa como corredor de movilización de actividades ilícitas, que va desde el Catatumbo hasta el Urabá antioqueño, pasando por el sur del Cesar, sur de Bolívar, Magdalena Medio, Nordeste, Norte y Bajo Cauca antioqueño. Allí los grupos ilegales realizan actividades de minería ilegal de oro y extorsión a los pequeños mineros, además de la explotación sexual, la producción y tráfico de drogas y armas, y la violación al Derecho Internacional Humanitario que pretende proteger a los civiles que habitan esos territorios.
William Castillo había denunciado públicamente el desplazamiento de cientos de personas en las veredas de Puerto Claver y la desaparición de dos civiles por parte de grupos armados ilegales presentes en el Bajo Cauca. También estuvo al frente de las denuncias por la presencia paramilitar en la zona y contribuyó a la atención de las personas desplazadas durante sus más de ocho años que trabajó en Aheremigua.
Desde 2015, cuando el conflicto se intensificó en la zona- presuntamente debido a un escalamiento de los combates entre las FARC-EP, el ELN y el grupo paramilitar Autodefensas Gaitanistas-, Aheramigua ha denunciado las violaciones de derechos humanos perpetrados contra las comunidades en el municipio de El Bagre por diversos actores del conflicto armado, lo cual ha hecho que se intensifiquen las amenazas y persecución a los miembros de la organización como William y otros.

## Asesinato
El 7 de marzo de 2016, William Castillo Chima fue asesinado en el establecimiento público “Los Galvanes”, en el barrio de Villa Echeverry, municipio de El Bagre, Antioquia. El asesinato ocurrió un día después de que su colega, la defensora de derechos humanos señora Maria Dania Arrieta Perez, recibiera varias amenazas de muerte a través de mensajes de texto. El asesinato fue llevado a cabo en el establecimiento público “Los Galvanes” aproximadamente a las seis de la tarde, por hombres no-identificados que portaban armas de fuego. El suceso ocurrió tras una reunión con representantes del Alcaldía Municipal, a la que asistió William Castillo Chima, en la que se discutía el programa de desarrollo de la ciudad.

## Investigación judicial
La Fiscalía General de la Nación ha reconocido que William Castillo Chima fue asesinado por su labor como defensor de derechos humanos, quien manifestaba su inconformidad ante los atropellos y desplazamientos de las comunidades, provocados por la estructura delincuencial el Clan del Golfo con injerencia en la zona. El 29 de julio de 2016 se impuso medida de aseguramiento en centro carcelario en contra de Didier Rosario López, de 21 años de edad, como presunto responsable del homicidio del líder político y social del citado municipio antioqueño, William Castillo Chima. Se presume que “Didier” es integrante de la organización criminal El Clan del Golfo, Bloque Libertadores del Bajo Cauca. El procesado no aceptó los cargos imputados por la Fiscalía por el delito de concierto para delinquir, homicidio agravado y porte ilegal de armas de fuego de defensa personal.